# Simon-Paul Wagner
Simon-Paul Wagner (ur. 13 listopada 1984 w Berlinie) – niemiecki aktor filmowy i telewizyjny.
Mając dwanaście lat, stanął przed kamerami telewizyjnymi. Pojawił się gościnnie w serialach: Sat.1 Przypadek Steffana Lamprechta (Der Fall Steffan Lamprecht), RTL W imieniu prawa (Im Namen des Gesetzes), ARD Absolutne życie (Absolut das Leben), i Sat.1 Hallo, doktorze wujku (Hallo, Onkel Doc!, 1999), ZDF Gliniarze z Rosenheim (Die Rosenheim-Cops, 2006), Książę baron (Der Prinzenbaron), Śmiertelne szkolenia (Tödliches Training), Ojciec przeciw synowi (Vater gegen Sohn), Rosas Tagebuch oraz dramacie krótkometrażowym Jump (2004). Uczył się aktorstwa, tańca i śpiewu w Monachium i Berlinie. Sławę przyniosła mu rola Marlona Bergera w operze mydlanej ARD Pensjonat (Marienhof, 2000–2008).
Był także zewnętrznym moderatorem programu o zwierzętach przeznaczonym dla dzieci ARD Zwierzęta wysokie cztery (Tier hoch vier, 2004–2006). Od 7 stycznia 2008 roku podjął pracę w ProSieben jako przedstawiciel moderatora Stefana Gödde dla czasopisma „Taff”.